# Castellanos (Berlanga del Bierzo)
Castellanos es una localidad española deshabitada del municipio de Berlanga del Bierzo, provincia de León.

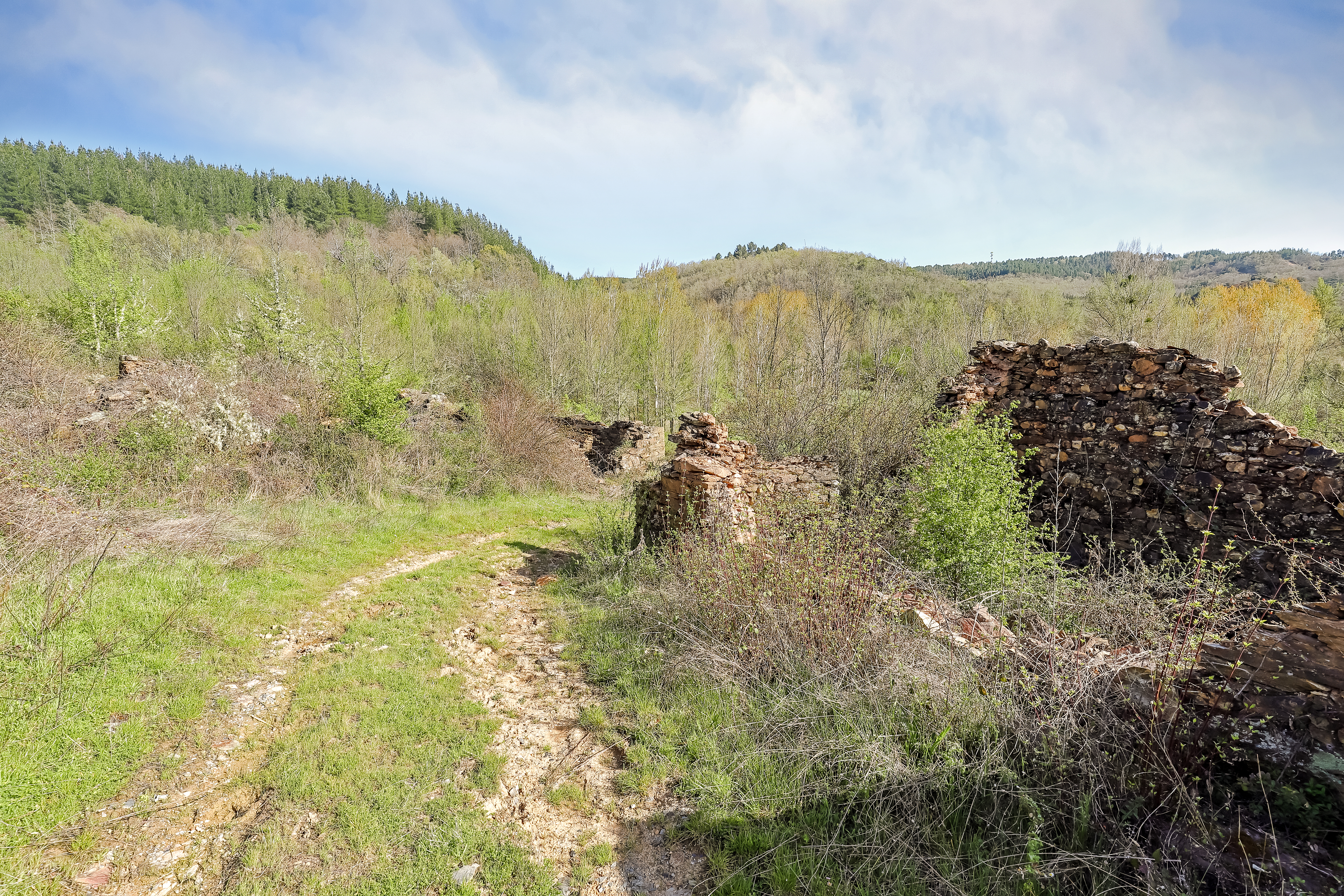
Ruinas

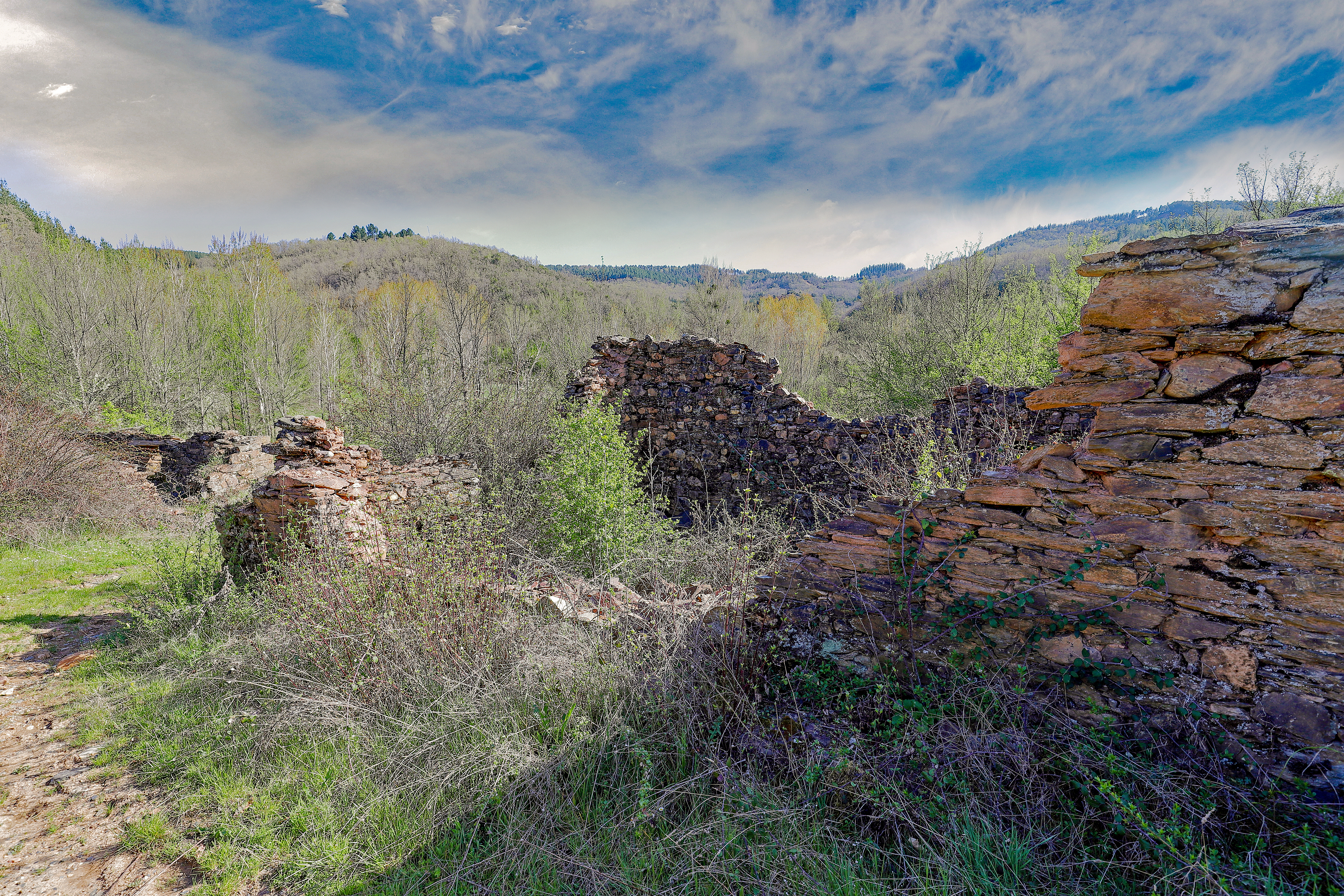
Camino y ruinas

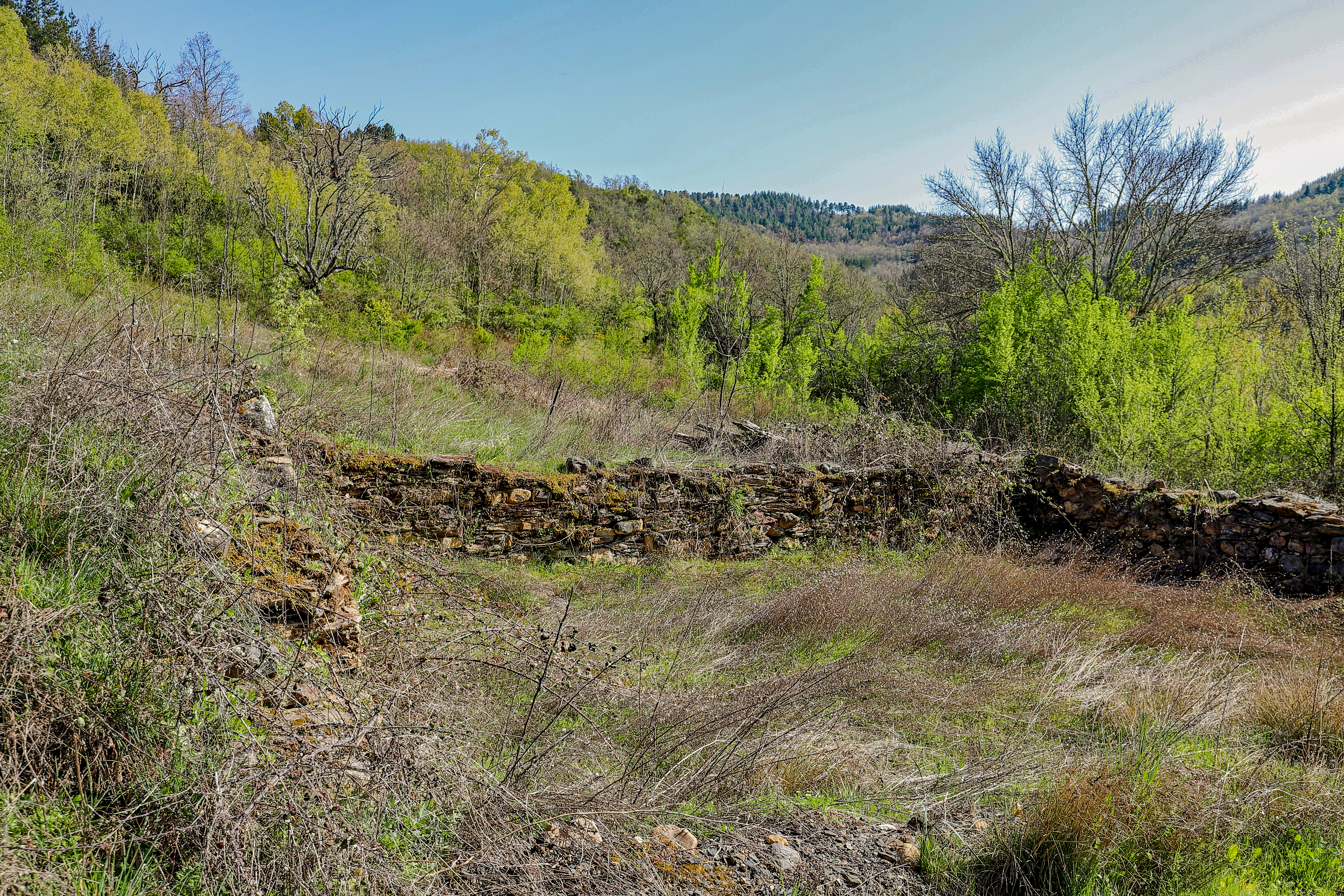
Casas abandonadas

## Historia
Pascual Madoz describía así la localidad a mediados del siglo XIX:

Lugar en la provincia de León, partido judicial de Villafranca del Bierzo, diócesis de Astorga, Audiencia Territorial y capitanía general de Valladolid, ayuntamiento de Berlanga: situación en llano, con libre ventilación y clima saludable. Tiene iglesia aneja de Berlanga. Confina N. Berlanga; E. Tombrio de Arriba; S. Ocero, y O. Vega de Espinareda. El terreno es de mediana calidad, producción (V.  Berlanga). Población: 5 vecinos, 25 almas. Contribución: con el ayuntamiento.

La poca entidad del propio pueblo, así como el no contar con luz eléctrica hizo que sus últimos moradores se desplazasen a las localidades inmediatas de Ocero, Berlanga y Tombrio de Arriba, donde tenían además lazos familiares. La última familia en habitarlo se trasladó sobre 1969 a Vega de Espinareda y posteriormente al extranjero. 
Aún así, y en los años posteriores a su despoblación, seguía contando con cierta actividad por las huertas y tierras de labor que se mantuvieron, desplazándose los vecinos de los pueblos indicados a realizar en ellas las diferentes faenas.

## Demografía
| Gráfica de evolución demográfica de Castellanos entre 1900 y 2018                                                                                 |
| |
| Población de derecho (1900-1991) o población residente (2001) según los censos de población del INE. Población según el padrón municipal del INE. |